# 1694 год в науке
В 1694 году произошли различные научные и технологические события, некоторые из которых представлены ниже.

## Публикации
- Французский ботаник Жозеф Питтон де Турнефор опубликовал трактат «Способы распознавания растений» (Éléments de botanique ou méthode pour reconnaître les plantes)[1].
- Немецкий врач и ботаник Рудольф Якоб Камерариус издал «Письмо о половых различиях растений» (De Sexu Plantarum Epistola), где раскрыл роль тычинок и пестиков в размножении высших растений.

## Родились
См. также: Категория:Родившиеся в 1694 году
- 3 апреля — Джордж Эдвардс (умер в 1773 году), английский натуралист, «отец британской орнитологии».
- 26 июня — Георг Брандт (умер в 1768 году), шведский химик.

## Скончались
См. также: Категория:Умершие в 1694 году
- 28 сентября — Габриель Мутон (род. в 1618 году), французский астроном и математик[2].
- 29 ноября — Марчелло Мальпиги (род. в 1628 году), итальянский биолог и врач.